# Пнеумококне инфекције
Пнеумококне инфекције изазива грам-позитивни, каталазно-негативни микрорганизам Streptococcus pneumoniae који се обично назива пнеумокок.  Пнеумокок је бактерија која припада групи стрептокока, а име је добила по типичном обољењу које изазива, а то је упала плућа - пнеумониј. Поред тога што је најчешћи узрок упале плућа стечене у заједници (ЦАП), пнумок  је  узрочник бактеријског менингитиса, бактеремије. упале средњег уха, као и важан узрок синуситиса, септичког артритиса, остеомијелитиса, перитонитиса и ендокардитиса. Компликације сваке од ових дијагноза су честе. Клинички знаци и симптоми и налази физичког прегледа сами по себи не могу разликовати болест изазвану бактријом Streptococcus pneumoniae од инфекција изазваних другим патогенима.

## Епидемиологија

### Морталитет/морбидитет
Иако је тачне стопе пнеумококне инфекције тешко утврдити, Светска здравствена организација (СЗО) процењује да је на глобалном нивоу 1,6 милиона смртних случајева проузроковано пнеумококном болешћу у 2005. години, од којих се 700.000 до 1.000.000 догодило код деце млађе од 5 година.
Чак и код пацијената у развијеним земљама света, инвазивна пнеумококна болест носи високу стопу морталитета—у просеку 10-20% код одраслих са пнеумококном пнеумонијом, са много већим стопама код оних са факторима ризика за обољење.

### Раса и социјалне разлике
У Сједињеним Америчким Државама, инвазивна пнеумококна болест је чешћа код домородаца Аљаске, Индијанаца Наваха и Апача и Афроамериканаца него код других етничких група.
Неке студије су показале да ова разлика постоји чак и када се резултати контролишу за социоекономске факторе, а разлози за ову неслагање међу одређеним популацијама су нејасни.

### Пол
Већина клиничких студија пнеумококне болести показује благу мушку склоност ка болести; разлог за то је нејасан.

### Старост
Деца млађа од 2 године носе највећи терет обољевања од  Streptococcus pneumoniae широм света. У развијеним земљама, инциденција је највећа код оних узраста од 6 месеци до 1 године, док је у земљама у развоју болест посебно честа код деце млађе од 6 месеци.
Одрасли старији од 55-65 година на глобалном нивоу су следећа  најчешћа оболела старосна група.
Особе са ослабљеним имунитетом било ког узраста имају већи ризик од пнеумококне болести.

## Етиопатогенеза
Пнеумокок је уобичајени становник горњих делова респираторног тракта. Налази се најчешће на слузокожи носа као колонизатор у оквиру нормалне флоре. Дужина трајања колонизације варира и дужа је код деце. Почиње већ у првим месецима живота, а посебно је честа током зимских месеци. Највиши ниво колонизације је забележен код одојчади и деце предшколског узраста (до 70%), а затим постепено опада. Код одраслих особа износи око 10%, а виши је код оних окружених децом. Клицоноштво је посебно често код особа у колективима (обданишта, касарне). Колонизација пнеумококом се не лечи и детету без симптома пнеумококне болести се не дају антибиотици.
Једини резервоар пнеумокока је човек. Инкубациони период је кратак и износи 1 до 3 дана. Пнеумокок се преноси директним путем, капљицама или контактом са респираторним секретом оболелог. Дужина заразности је непозната, а највероватније траје све време присутности бактерија у респираторном секрету , а престаје 24-48 сати након антибиотске терапије. Најчешће изазива спорадично оболевање, а могуће су епидемије у затвореним колективима.

## Клиничка слика
Streptococcus pneumoniae може бити узрок широког спектар клиничких симптома због своје способности да изазове болест:
- директним проширењем из назофаринкса у околне анатомске структуре  и
- васкуларном инвазијом са хематогеним ширењем.

Карактеристике које би требало да наведу клиничара да размотри пнеумококну инфекцију укључују следеће:
- Високоризичне старосне групе (деца млађа од 5 година, посебно 2 године или млађа; одрасли старији од 55-65 година)
- Стања која изазивају имуни дефицит (нпр. ХИВ инфекција , малигнитет или дијабетес мелитус)
- Стања повезана са смањеним функцијама плућног клиренса (нпр. астма, хронични бронхитис или хронична опструктивна болест плућа [ХОБП])
- Презентација од касне јесени до раног пролећа

### Директно ширење инфекцијеS. pneumoniae
Стања која се могу развити директним ширењем Streptococcus pneumoniae из назофаринкса укључују следеће:
Запаљење вежњаче ока

Конјунктивитис је најчешћи облик бактеријског  обостраног и гнојног  запаљење вежњаче ока. Streptococcus pneumoniae се налази код до једне трећине пацијената са бактеријским конјунктивитисом;  са повећаваном стопа изолата који нису подложни пеницилину.
Запаљење средњег ува
Запаљење средњег ува изазвано Streptococcus pneumoniae је најчешће изоловани бактеријски патоген код деце и одраслих . Неколико раних студија је показало да је отитис средњег ува због Streptococcus pneumoniae обично праћен:
- грозницом која је повезана са пнеумококним отитисом средњег ува
- болом, обично јечим од оног који изазивају други уобичајени бактеријски патогени.[7]

Мања је вероватноћа да ће се пнеумококна болест спонтано повући, а повећање резистенције на антибиотике довело је до смањене ефикасности антибиотика који су се некада најчешће користили за лечење упале средњег ува. 
Инфекција средњег ува Streptococcus pneumoniae је најчешћи узрок мастоидитиса, компликације упале средњег ува која је била чешћа у преантибиотској ери; ова компликација је сада чешће повезана са нелеченим или неправилно леченим случајевима.
Запаљење синуса
Запаљење синуса Streptococcus pneumoniae  је најчешће изоловани бактеријски микрорганизам код пацијената са акутним синуситисом. Манифестације акутног синуситиса могу варирати у зависности од старости пацијента и развојног статуса појединих синуса. Код деце млађе од 5 година, инфекција је обично ограничена на етмоидне и максиларне синусе. 
Акутном бактеријском синуситису обично претходи вирусна инфекција горњих дисајних путева која доводи до едема слузокоже, што доводи до опструкције ушћа. Ово је праћено развојем гнојног исцедка из носа и кашљем. Често се примећују задах из уста и погоршање кашља ноћу због постназалног сливања.
Акутне егзацербације хроничног бронхитиса
Акутне егзацербације хроничног бронхитиса  манифестују се као нагла промена болести у односу на основне хроничне симптоме. Симптоми укључују:
- кратак дах,
- повећану производњу и/или гнојење спутума,
- повећан вискозитет спутума и
- кашаљ.

Процењује се да је 80% случајева акутних егзацербација хроничног бронхитиса узроковано инфекцијом, при чему је око половине случајева узроковано аеробним бактеријама, од којих је Streptococcus pneumoniae  најчешће изоловани микрорганизам.  
Симптоми као што су бол у грлу, ринореја, назална конгестија и диспнеја могу указивати на вирусни узрок болести.
Упала плућа
Упала плућа (која може бити компликована гнојним перикардитисом) је класична пнеумококна пнеумонија кој се често развија код старије деце и одраслих. Понекад, јој претходи вирусна болест, а клиничкој слици доминира:
- акутна појава високе температуре,
- укоченост,
- продуктивни кашаљ
- плеурални бол у грудима,
- диспнеје,
- тахипнеје,
- тахикардије,
- малаксалости и умора.

Пацијенти обично изгледају јако болесни и често су узнемирени. Приликом физичког прегледа, шкрипање се аускултаторно може чути код већине пацијената. Отприлике половина свих пацијената показује тупост на перкусију, а може се видети и поврђно дисање услед бола. 
Код деце (нарочито школског узраста и млађе деце), потенцијалне манифестације пнеумоније су широке и често неспецифичне, укључујући:
- благе респираторне симптоме, са или без кашља на почетној презентацији;
- тахипнеју,
- диспнеју;
- високу температуру;
- бол у стомаку и/или дистензију;
- анорексију;
- повраћање (често указује на примарну гастроинтестиналну болест);
- менингеални знаци због иритације менингеа са пнеумонијама десног горњег режња;
- бол у грудима због иритације плеуре.

Код старијих пацијената са пнеумококном пнеумонијом, тахипнеја може бити примарни знак. Повишење температуре може бити благо или изостати.
Најчешћа компликација пнеумококне пнеумоније је плеурални излив. Код пацијената са истовременим парапнеумонијским изливом или емпијемом, физички преглед може открити тупост при перкусијама, смањене дисајних звукова и смањен тактилни фремитус у базама. Иако до 40% пацијената са пнеумококном пнеумонијом може имати плеурални излив, само око 10% ових пацијената има довољно течности за аспирацију; док  око 2% испуњава дијагностичке критеријуме за емпијем.

### Васкуларно и хематогено ширењеS. pneumoniae
Стања која могу бити последица васкуларне инвазије и хематогеног ширења Streptococcus pneumoniae укључују следеће:
Менингитис
Као узрок менингитиса, Streptococcus pneumoniae обично продире у мождане овојнице путем крвотока. Иако постоји више могућих механизама помоћу којих овај патоген може прећи крвно-мождану баријеру (БББ), вероватно је да више фактора мора деловати заједно како би се омогућило успостављање инфекције у ЦНС. Трансцитоза кроз менингеалне васкуларне ендотелне ћелије, које су кључне компоненте крвно-мождане баријере, је посредована адхеренцијом пнеумокока на рецепторе фактора који активира тромбоците. На крају, директним нападом на мождане овојнице након базиларног прелома лобање или друге трауме која компромитује дуру, Streptococcus pneumoniae је најчешћи узрок рекурентног бактеријског менингитиса након такве трауме главе.
У земљама са рутинском политиком вакцинације, инфекција Streptococcus pneumoniae је најчешћи узрок спорадичног бактеријског менингитиса и код деце и код одраслих.
Већина пацијената са пнеумококним менингитисом има неспецифичне знакове и симптоме, укључујући:
- грозницу,
- раздражљивост,
- повраћање,
- летаргију,
- анорексију и
- малаксалост.

Неуролошки знаци и симптоми, укључују:
- промене менталног статуса,
- делиријум,
- летаргију,
- ригидност врата са позитивним знацима Бруџинског и Кернига,
- парализу кранијалних нерва и
- друге фокалне неуролошке дефиците.

Код новорођенчади се може видети испупчена фонтанела и лоше исхрана. 
Двадесет до 25% пацијената било ког узраста са пнеумококним менингитисом доживљава нападе.
Компликације пнеумококног менингитиса укључују:
- губитак слуха, код више од половине (54%) Значајни фактори ризика за губитак слуха укључивали су старију животну доб, присуство коморбидитета и већу тежину менингитиса.
- нападе,
- сметње у учењу,
- менталне потешкоће и
- парализу кранијалних нерава.[12]

Пнеумококни менингитис носи већи ризик од смрти и значајних неуролошких последица него менингитис других бактеријских узрока (нпр Haemophilus influenzae тип Б, Neisseria meningitidis ).
Бактеремија
Бактеријемија је најчешћа манифестација инвазивне пнеумококне болести. Већина случајева је примарна бактеремија и налази се код деце млађе од 2 године. Процењује се да је инфекција Streptococcus pneumoniae узрок 90% случајева окултне бактеремије (бактеремије без извора) од раширене употребе Хиб вакцине, иако се укупна инциденција смањује од увођења рутинске имунизације од пнеумокока код новорођенчади.
Код одраслих пацијената, пнеумококна бактеријемија је много вероватније повезана са другим жариштем инфекције, као што је пнеумонија или менингитис.
Знаци, симптоми и налази физичког прегледа су обично неспецифични код пацијената са окултном пнеумококном бактеремијом. Код већине пацијената, грозница се развија у року од 24 сата од позитивних налаза културе. Број периферних белих крвних зрнаца већи од 15.000 ћелија/μЛ повезан је са присуством окултне бактеријемије.
Компликације, које се развијају код око 10% пацијената са окултном бактеремијом, укључују менингитис, остеомијелитис, пнеумонију, инфекције меких ткива и зглобова и сепсу. Пацијенти са већим бројем белих крвних зрнаца и повишеном температуром, они који нису били подвргнути претходној антибиотској терапији и деца млађа од 20 месеци имају већи ризик од упорне бактериемије или развоја фокалне инфекције.
Инфекције зглобова и костију
Инфекција Streptococcus pneumoniae је неуобичајен узрок остеомијелитиса и септичког артритиса, у отприлике 4% и 20% случајева код деце.
Септички артритис: или пнеумококни септички артритис се обично манифестује као болни, отечени и врући зглобови. Глежњеви и колена су најчешће захваћени, а један или више зглобова може бити захваћено. Крвне или синовијалне културе обично расту Streptococcus pneumoniae. До половине пацијената са пнеумококним септичним артритисом има истовремени остеомијелитис.
Остеомијелитис - бутне кости и надлактице су најчешће укључени у случајевима пнеумококног остеомијелитиса код деце; кости пршљенова су често захваћене код одраслих пацијената. До 20% пацијената са пнеумококним остеомијелитисом развија дуготрајне последице, што је цифра слична стопи остеомијелитиса других узрока. Једна клиничка студија коју је спровела Педијатријска мултицентрична група за надзор пнеумокока (ПМПССГ) показала је да је више од 40% пацијената са пнеумококним инфекцијама зглобова и костију имало придружену бактериемију.   Пацијенти са зглобним протезама или реуматском грозницом имају повећан ризик од болести зглобова.
Инфекције меког ткива
Иако неуобичајена, инфекција Streptococcus pneumoniae може бити узрок благих до озбиљних инфекција меког ткива, укључујући целулитис, миозитис, периорбитални целулитис и апсцес, посебно код неких имунокомпромитованих домаћина (нпр. оних са СЛЕ). Већина пацијената има број белих крвних зрнаца већи од 15.000 ћелија/μЛ и повишене температуре. Физички налази се односе на место инфекције и обично укључују црвенило, топлину и осетљивост захваћеног подручја. Покрет може бити ограничен болом и/или отоком. Инциденца инфекција меког ткива је повећана код особа са ХИВ инфекцијом или основном болешћу везивног ткива; међутим, већина погођених појединаца је иначе здрава и добро реагује на терапију антибиотицима.
Перитонитис
Примарни перитонитис (перитонитис узрокован ширењем микроорганизама путем крви или лимфе у перитонеалну шупљину) је редак и чини мање од 20% случајева перитонитиса.
Streptococcus pneumoniae је најчешће изоловани микрорганизам код пацијената са примарним перитонитисом. Примарни перитонитис код деце обично је повезан са основним стањима као што су нефротски синдром или друге имунокомпромитирајуће болести. Код одраслих, примарни перитонитис је обично повезан са цирозом.
Жене са тешком инфламаторном болешћу карлице услед инфекције Streptococcus pneumoniae могу развити перитонитис. У таквим случајевима, микроорганизми могу добити приступ перитонеуму преко јајовода из женског гениталног тракта. Ово је једина инвазивна болест узрокована инфекцијом Streptococcus pneumoniae која је чешћа код жена. 
Деца могу имати атипичан бол у десном доњем квадранту стомака који се може погрешно сматрати упалом слепог црева.
Остале особе у ризику од перитонитиса су особе са гастроинтестиналним повредама, чиревима или малигнитетом.
Симптоми перитонитиса укључују:
- бол у трбуху, (деца могу имати атипичан бол у десном доњем квадранту трбуха који се може погрешно сматрати упалом слепог црева.)
- анорексију,
- повраћање,
- дијареју и
- грозницу.

Срчане инфекције
У ери антибиотика, пнеумококне срчане инфекције су ретке, али ако се ипак појаве најчећше су: 
Ендокардитис - код кога услед захватање нативних аортних и митралних залистака  инфекција може довести до уништења валвуле, срчане инсуфицијенције и емболизације. Присутни знаци и симптоми су типични за оне који се примећују код других узрока ендокардитиса и укључују:
- грозницу,
- нове или променљиве шумове срца,
- болове у мишићима и/или зглобовима,
- знојење,
- умор,
- анорексију и
- налазе на кожи.

Код алкохоличара, инфекција може бити део тријаде - ендокардитис, пнеумонија и менингитис.
Перикардитис - који је прешироке употребе антибиотика, био најчешћи узрок гнојног перикардитиса код деце; сада је инфекција у детињству изузетно ретка, а скоро сви случајеви пнеумококног перикардитиса јављају се код одраслих. Симптоми, знаци и налази прегледа могу укључивати:
- бол у грудима и/или плеуритични бол;
- зрачење бола у врат, стомак, раме  или леђа;
- ортопнеја;
- суви кашаљ;
- оток екстремитета;
- анксиозност;
- умор; грозница;
- шкрипање перикарда;
- пригушени тонови срца.

### Предиспозициони фактори
Деца млађа од 5 година, посебно узраста од 2 године или млађа, имају повећан ризик од болести. Поред тога, одсуство дојења, изложеност диму цигарета, посећивање вртића и недостатак имунизације пнеумококном коњугованом вакцином додатно повећавају ризик од болести. Одрасли старији од 55-65 година такође имају повећан ризик од болести.
Стања која узрокују имуни дефицит, укључујући ХИВ инфекцију , малигнитет, дијабетес мелитус, функционалну или анатомску аспленију, дефекте хуморалног имунитета, недостатке комплемента и дисфункцију неутрофила, повезана су са повећаним ризиком од болести.
Стања повезана са смањеним плућним клиренсом, као што су астма, хронични бронхитис, хронична опструктивна плућна болест (ХОБП), вирусне инфекције и активно/пасивно излагање диму цигарета, такође предиспонирају инфекцији.

## Дијагноза
Ако се сумња на пнеумококну инфекцију или се размишља о пнеумококној инфекцији, треба у култури одговарајућих узорака (ако је то  могуће) обавити бојење по Граму.   Један или више од следећих потенцијалних узорака могу укључивати :
- крв

- цереброспинална течност

- спутум (испљувак)

- плеурална течност или плућни аспират

- течност зглобова

- кост

- апсцеси или узорци ткива

Све изолате Streptococcus pneumoniae, без обзира на место изолације, треба тестирати на њихову осетљивост на пеницилин и цефотаксим или цефтриаксон.

### Лабораторијски тестови
Неспецифични лабораторијски тестови који могу подржати дијагнозу укључују следеће:
- Комплетна крвна слика и диференцијална крвна слика

- Брзина седиментације еритроцита (ЕСР)

- Ц-реактивни протеин (ЦРП)

### Сликовне методе
Сликовне методе које могу бити од помоћи укључују следеће:
- Радиографија грудног коша
- Ултрасонографија грудног коша
- Компјутеризована томографија (ЦТ) грудног коша, синуса, лица или захваћених костију или зглобова
- Магнетна резонанца (МРИ) мозга (код менингитиса) или захваћених костију и зглобова

### Остале методе
- Други модалитети који могу помоћи у дефинисању обима инфекције укључују следеће:

- Ехокардиографија
- Аспирација течности у средњем уху
- Аспирација плеуралне течности
- Торакостомија грудног коша или постављање катетера
- Видео-потпомогнута торакоскопија (ВАТС) или декортикација плеуре
- Лумбална пункција
- Аспирација зглобне течности
- Биопсија костију, меког ткива или мишића

## Диференцијална дијагноза
Диференцијално дијагностички трена имати у виду следећа стања или болести:
- Акутни перикардитис
- Акутни синуситис
- Бактеријска пнеумонија
- Бактеријска сепса
- Бронхитис
- Пнеумонија стечена у заједници.[21]
- Инфекција доњег респираторног тракта
- Менингитис
- Менингококне инфекције
- Пнеумонија стечена у болници (нозокомијална пнеумонија) и пнеумонија повезана са вентилацијом
- Парапнеумонични плеурални изливи и емпијема грудног коша
- Плеурални излив
- Септични артритис
- Септички шок
- Стафилококне инфекције
- Инфекције горњих дисајних путева
- Стрептококне (ГАС) инфекције групе А
- ХИВ инфекција и АИДС
- Инфекције хемофилусом инфлуенцае
- Инфективни ендокардитис
- Инфлуенца
- Инфекције клебсијелама
- Легионарска болест

## Терапија
Кроз историју лечења пнеумококне инфекције првенствено се ослањало на β-лактамске антибиотике. Шездесетих година 20. века скоро сви сојеви Streptococcus pneumoniae су били осетљиви на пеницилин, али у скорије време постоји све већа преваленција резистенције на пеницилин, посебно у областима високе употребе антибиотика. Велика је вероватноћа да ће сојеви отпорни на пеницилин бити отпорни на друге антибиотике, па тако различити  сојеви такође могу  бити отпоран на цефалоспорине, макролиде (као што је еритромицин), тетрациклин, клиндамицин и флуорокинолоне.  .
Већина изолата остаје подложна ванкомицину, иако је његова употреба у изолату осетљивом на β-лактам мање пожељна због дистрибуције лека у ткиву и забринутости за развој резистенције на ванкомицин. 
Напреднији бета-лактамски антибиотици (цефалоспорини) се обично користе у комбинацији са другим антибиотицима за лечење менингитиса и пнеумоније стечене у заједници. 
Код одраслих недавно развијени флуорохинолони као што су левофлоксацин и моксифлоксацин се често користе за обезбеђивање емпиријске покривености пацијената са пнеумонијом, али у деловима света где се ови лекови користе за лечење туберкулозе, описана је резистенција.
Тестирање осетљивости треба да буде рутинско са емпиријским третманом антибиотицима вођеним обрасцима резистенције у заједници у којој је она стечен. Тренутно се води дебата о томе колико су резултати тестирања осетљивости релевантни за клинички исход.  Постоје мали клинички докази да пеницилини могу да делују синергистички са макролидима ради побољшања исхода.
Резистентни сојеви пнеумокока се називају:
- Пнеумококи резистентни на пеницилин,[26]

- Пеницилин резистентни Streptococcus pneumoniae,[27]

- Streptococcus pneumoniae отпорни на пеницилин,[28]

- Streptococcus pneumoniae отпорни на лекове.[29]

## Мере превенције
Мере превенције су: вакцинација, избегавање густог смештаја у колективима, изолација болесника са пеницилин резистентним сојевима, дезинфекција респираторног секрета оболелих у болничкој средини.

### Вакцинација
Прва вакцина која је направљена за превенцију пнеумококних оболења била је полисахаридног типа и већ је дуго у примени. Даје се старијој деци и одраслим особама.
Друга, новија вакцина је коњугована и даје се и код млађих од две године. Постоје три типа коњуговане пнеумоконе вакцине: 7-, 10- и 13-валентна. Ова вакцина се налази у Србији у календару обавезне имунизације деце од другог месеца живота. Пнеумококна коњугована вакцина треба да се даје и особама којима је одстрањена слезина, а препоручује се давање и особама старијим од 65 година. 
Вакцинација трудница са хроничним обољењима пружа заштиту детета у првих 6 месеци живота.
Активна имунизација против обољења изазваних стрептококусом пнеумоније спроводи се у следећим случајевима:
- анатомска или функционална аспленија и српаста анемија,
- нефротски синдром,
- симптоматска и асимптоматска ХИВ инфекција,
- трансплантација органа и ткива,
- малигна обољења,
- стања која доводе до истицања ликвора,
- уградње кохлеарних имплантата,
- стања ослабљеног имунитета,
- деце која живе у колективном смештају,
- старији од 65 година у колективном смештају,
- непокретни штићеници у институцијама здравствене и социјалне заштите.

## Прогноза
Пнеумококни конјунктивитис, упала средњег уха и синуситис у развијеним земљама где су доступни одговарајући антибиотици обично имају одличну прогнозу.
Прогноза пнеумококне пнеумоније у великој мери зависи од основних фактора, укључујући старост, имуносупресију, доступност антибиотика и степен захватања плућа. Чини се да већина одраслих (средња старост, 64,6 година) који преживе инвазивну пнеумококну пнеумонију губе у просеку 9,9 година од живота.
Прогноза пнеумококног менингитиса је такође делимично повезана са факторима домаћина. Већина студија је показала да су стопе морбидитета код иначе здраве  деце са менингитисом обично мање од 10%; међутим, неуролошке последице су честе.